# Имам една мечта
Имам една мечта  (на английски: I Have a Dream) е 17-минутна реч на Мартин Лутър Кинг, произнесена на 28 август 1963 г., в която той призовава към световен мир и зачитане на правата на хората от всички раси, религии и държави.
Речта, произнесена на стълбите на Линкълн Мемориал във Вашингтон пред 200 хиляди граждани, става символ на борбата за права на чернокожите в Съединените американски щати.
....Имам една мечта, че моите четири деца един ден ще живеят в нация, където няма да бъдат преценявани по цвета на кожата им, а според техния характер. Имам една мечта днес!....

## Текст
Щастлив съм да се присъединя към вас днес в това, което ще остане в историята като най-великата демонстрация за свобода в историята на нашата нация.
Преди сто години, един велик американец [Ейбрахам Линкълн], под чиято сянка ние символично стоим днес, подписа Прокламацията за освобождение. Този важен указ е ярък лъч на надежда за милионите негри роби, които бяха обгорени в пламъците на унищожителна несправедливост. Той дойде като радостта при разсъмване след дългата нощ на пленничеството им.
Но сто години по-късно негрите все още не са свободни. Сто години по-късно животът на негрите е все още осакатен от веригите на расовото разделение и оковите на дискриминацията. Сто години по-късно негрите продължават да живеят на самотен остров на бедност насред огромен океан на материално благополучие. Сто години по-късно негрите все още мизерстват в ъглите на американското общество и се намират в изгнание в собствената си страна.
За това ние сме дошли тук днес за да разкрием това позорно състояние. В известен смисъл ние се събрахме в столицата на нашата страна за да осребрим един чек. Когато архитектите на нашата република написаха блестящите думи на Конституцията и Декларацията, за независимост, те подписаха полица, на която всеки американец трябваше да бъде наследник. Тази полица беше обещание, че на всички хора – да, за чернокожите също така, както за белите – ще се гарантират неотменните права на живот, свобода и право на щастие.
Очевидно е днес, че Америка не е изпълнила обещанието за изплащане на тази полица що се отнася до нейните чернокожи граждани. Вместо да почете този свещен дълг Америка даде на негрите един чек, който е белязан от печата „Без покритие“. Но ние отказваме да повярваме, че банката на справедливост е фалирала. Отказваме да повярваме, че няма достатъчно средства в големите хазни на възможностите в тази страна. И така ние сме дошли да осребрим този чек – чек който ще ни даде богатствата на свободата и сигурността на справедливостта.
Също така ние сме дошли на това свещено място, за да напомним на Америка, силната неотложна нужда на настоящото положение. Не е време да си позволим лукса да чакаме, нито да приемаме успокоителни средства с постепенно действие. Сега е времето обещанията на демокрацията да станат реалност. Сега е времето да излезем от тъмнината и самотната долина на расовото разделение. Сега е времето да излезем от тъмнината и расовото разделение и да стъпим на светлия път на справедливостта за всички раси. Сега е времето да измъкнем нашата нация от плаващите пясъци на расовата несправедливост и да я поставим на твърдата канара на братството. Сега е времето да превърнем справедливостта в реалност за всички Божии чеда.
Би било фатално за нацията да пренебрегваме спешността на настоящото положение. Това горещо лято на справедливо недоволство на негрите няма да отмине докато не дойде съживяващата есен на свобода и равенство 1963 не е края, а началото. Тези от вас, които се надяват, че негрите просто имат нуждата да изпуснат парата и ще бъдат доволни, се лъжат. Негрите ще преживеят едно бурно пробуждане, ако нацията продължава да прави това, което и пречи. Няма да има нито мир, нито спокойствие в Америка, докато не бъдат признати гражданските права на негрите. Вихрите на негодуванието ще продължават да разтърсват основите на нашата нация, докато светлия ден на справедливостта не изплува.
Но има още нещо, което трябва да кажа на моите хора, които стоят на горещия праг, водещ към палата на справедливостта: в процеса на спечелване на нашето истинско място, ние не трябва да извършваме незаконни деяния. Нека не задоволяваме жаждата си за свобода като пием от чашата на огорчението и омразата. Ние трябва винаги да водим нашата борба с достойнство и дисциплина. Не трябва да позволяваме съзидателния ни протест да деградира във физическо насилие. Отново и отново ние трябва да се издигнем до величествените висоти на посрещането на физическото насилие със силата на душата.
Удивителният борбен дух, който е погълнал негърската общност, не трябва да ни води към недоверие на всички бели. Понеже много от нашите бели братя – за това свидетелства тяхното присъствие днес тук – са осъзнали, че тяхната съдба е свързана с нашата съдба. Те са осъзнали, че тяхната свобода е неразривно свързана с нашата съдба. Ние не можем да продължаваме да вървим сами. И докато вървим, ние трябва да си обещаем, че винаги ще маршируваме напред. Не можем да се върнем назад.
Има хора които знаейки, че търсим своите граждански права, ни питат: „Кога ще бъдете доволни?“. Не можем да бъдем доволни докато негри стават жертва на неописуеми ужаси на полицейска бруталност. Не можем да бъдем доволни докато нашите тела, натежали от умората на пътуване, не могат да получат подслон в мотелите по магистралите или в хотелите по градовете. Не можем да бъдем доволни, докато придвижването на негрите може да бъде само от по-малкото към по-голямото гето. Никога не можем да бъдем доволни, докато нашите деца са лишени от себеуважение и ограбено достойнството им, заради табели, на които е написано: Само за бели. Не можем да бъдем доволни докато негрите в Мисисипи нямат право да гласуват, а негрите в Ню Йорк смятат, че няма за какво да се гласуват. Не, ние не сме доволни и няма да бъдем доволни дотогава, докато правосъдието не потече като вода, а правдата като силен поток. (1)
Аз съм наясно, че някои от вас са дошли днес тук вследствие на големи изпитания и страдания. Някои от вас идват директно от тесните килии на затворите. А някои от вас идват от области, където вашето търсене на свобода ви е смачкало поради бурите на преследвания и ветровете на полицейската бруталност. Вие сте ветераните на съзидателното страдание. Продължавайте да работите с вярата, че има изкупление за незаслуженото страдание. Върнете се в Мисисипи, върнете се в Алабама, Южна Каролина, върнете се в Джорджия, върнете се в Луизиана, върнете се в бедняшките квартали и гета на северните ни градове, знаейки, че по-някакъв начин тази ситуация може и ще бъде променена.
Нека не се въргаляме в долината на отчаянието. Казвам ви днес, приятели мои, въпреки трудностите днес и утре, аз все още имам една мечта. Това е една мечта, дълбоко вкоренена в американската мечта.
Мечтая един ден тази нация да се издигне и да живее според истинското значение на своето верую: „Ние приемаме тази истина за даденост: всички хора са създадени равни.“
Мечтата ми е един ден на червените хълмове на Джорджия, синовете на бившите роби и синовете на бившите робовладелци да могат да седят заедно на масата на братството.
Мечтата ми е един ден дори щата Мисисипи, щат нажежен от горещината на несправедливостта, нажежен от горещината на подтисничеството, да бъде превърнат в оазис на свобода и справедливост.
Имам една мечта, че моите четири деца един ден ще живеят в нация, където няма да бъдат преценявани според цвета на кожата им, а според техния характер.
Имам една мечта днес!
Мечтата ми е един ден щата Алабама, с ужасния си расизъм, със своя губернатор, от чийто уста излизат думи като „вмешателство“ и „анулиране“ ...един ден именно там, в Алабама, малки чернокожи момчета и момичета да могат да се хванат за ръце с малки бели момчета и момичета като братя и сестри.
Имам една мечта днес!
Имам една мечта, че един ден „всяка долина ще се издигне и всяка планина и хълм ще се снишат, кривите места ще станат прави и неравните места – поле. И славата Господна ще се яви и целият човешки род ведно ще я види.“ (2)
Това е нашата надежда. Това е вярата с която се връщам на Юг. С тази вяра ще сме свободни да изсечем от планината на отчаянието камък на надеждата. С тази вяра ще успеем да превърнем фалшивите акорди на нацията ни в красива симфония на братството. С тази вяра ще можем да работим заедно, да се молим заедно, да се борим заедно, да влизаме в затвора заедно, да отстояваме свободата заедно, знаейки, че един ден ще бъдем свободни.
И това ще бъде денят в който всички Божии чеда ще могат да пеят, придавайки ново значение на песента: Моя страна, мила земя на свобода, за тебе пея аз, земя в която умряха бащите ми, земя на пилигримската гордост, от всеки планински склон нека свободата да звъни. И ако Америка ще бъде велика нация това трябва да стане реалност.
И така нека да звъни свободата от изумителните върхове на Ню Хемпшир.
Нека свободата звъни от могъщите планини на Ню Йорк.
Нека свободата да звъни от възвишенията на Пенсилвания.
Нека свободата да звъни от натежалите от сняг скали на Колорадо.
Нека свободата да звъни от красиво оформените склонове на Калифорния.
И не само това.
Нека свободата да звъни от каменната планина на Джорджия.
Нека свободата да звъни от планините Лукаут в Тенеси.
Нека свободата да звъни от всеки хълм и възвишение на Мисисипи.
От всеки планински хълм нека свободата да звъни. И когато това се случи, когато позволим на свободата да звъни, когато и позволим да звъни във всяко село и махала, всеки щат и всеки град, ние можем да ускорим идването на този ден, когато всички Божии чеда, чернокожи и бели, евреи и езичници, протестанти и католици, ще могат да си подават ръце и да запеят думите на стария негърски спиричуъл: „Най-сетне свободни! Най-сетне свободни! Слава на Всемогъщия Бог, най-сетне ние сме свободни!“
(1) Амос 5:24 (Библията)
(2) Исая 40:4,5 (Библията)